# Belmont, Louisiana
Belmont är en ort (CDP) i Sabine Parish i Louisiana. Vid 2010 års folkräkning hade Belmont 361 invånare.